# Liselotte Dross
Liselotte Dross, gebürtig Klara Elise Charlotte Schulze (* 3. Oktober 1887 in Sorau, Niederlausitz; † 15. Februar 1996 in Payrac, Frankreich), war eine deutsche Malerin und Illustratorin.

## Leben
Liselotte Dross wurde 1887 in Sorau, dem heutigen Żary in der Woiwodschaft Lebus in Westpolen geboren. Von 1907 bis 1909 besuchte sie die Königliche Kunstschule zu Berlin. Nach der Ausbildung zur Zeichenlehrerin war sie zunächst in diesem Beruf und danach freischaffend als Malerin tätig. Um 1911 erwarb sie gemeinsam mit ihrem späteren Mann Friedrich Wilhelm Dross (1886–1972), einem Dr. jur. und Rechtsanwalt, in Ahrenshoop das Grundstück Koppelweg 2, auf dem 1914 „Haus Dross“ als Ferienhaus errichtet wurde. Das Ehepaar hatte zu den bereits dort wohnenden Künstlern ein gutes Verhältnis, wie Eintragungen von Fritz Koch-Gotha in ihrem Gästebuch bestätigen. Auch zu Ernst Barlach in Güstrow sowie Leo von König bestanden enge Freundschaften. In Ahrenshoop entstanden aus Liselotte Dross’ Hand zahlreiche Landschaften in Öl und Aquarell.
Das Ehepaar Dross war, bedingt durch die Tätigkeit Friedrich Dross’ als Regierungsdirektor, ab 1921 zunächst in Ribnitz, ab 1926 in Güstrow, ab 1934 in Kiel und ab 1939 dann in Bremen ansässig, da Friedrich Dross nun im dortigen Finanzpräsidium arbeitete. Nach seiner Pensionierung wohnte sie in Verden, zogen dann aber nach Südfrankreich, wo sie sich in der Nähe ihrer Tochter in Payrac ein Haus bauen ließen. Liselotte Dross malte hier bis ins 106. Lebensjahr, sie verstarb 1996 in Payrac im Alter von 108 Jahren.

## Werke (Auswahl)
- Illustrationen zu: Ernst Küster: Grundzüge der allgemeinen Chirurgie und chirurgischen Technik für Ärzte und Studierende. Urban & Schwarzenberg, Berlin 1908
- Das Hohe Ufer bei Ahrenshoop (Aquarell, 1940)
- Das „Blaue Haus“ in Ahrenshoop (Öl auf Lwd. 1942)
- Boddenwiese (Pastell)
- Kreidefelsen (Öl auf Platte, 1949)
- Ostseeküste (Aquarell)